# (27353) Chrisspenner
(27353) Chrisspenner est un astéroïde de la ceinture principale.

## Description
(27353) Chrisspenner est un astéroïde de la ceinture principale. Il fut découvert le 29 février 2000 à Socorro (Nouveau-Mexique) par le projet LINEAR. Il présente une orbite caractérisée par un demi-grand axe de 2,42 UA, une excentricité de 0,07 et une inclinaison de 2,1° par rapport à l'écliptique.

## Compléments